# The Tender Box
The Tender Box — американская рок-группа, образованная в 2006 году в Лос-Анджелесе, Калифорния.

## История
Все участники группы имеют мексикано-американское происхождение и выросли в Лос-Анджелесе, где они встретились и собрали школьную группу. В 2008 году группа написала и исполнила главную тему к мультсериалу «Новые приключения Человека-паука».

## Участники группы
- Джои Медина — вокал, гитара
- Стив Мангарро — гитара
- Рауль Мартинес — бас-гитара, бэк-вокал
- Чак Гил — ударные

### Бывшие участники
- Рик Мун — гитара, клавишные (2006—2009)

## Дискография
Мини-альбомы
- 2009 — EP1
- 2011 — EP2

Студийные альбомы
- 2006 — The Score
- 2011 — Reverence